# 막심 코발
막심 아나톨리요비치 코발(우크라이나어: Макси́м Анато́лійович Ко́валь, 1992년 12월 9일 ~ )은 우크라이나의 축구 선수이다.